# Чамли, Уильям, 3-й маркиз Чамли
Уильям Генри Хью Чамли, 3-й маркиз Чамли (англ. William Henry Hugh Cholmondeley, 3rd Marquess of Cholmondeley; 31 марта 1800 — 16 декабря 1884) — британский пэр и консервативный политик, он был известен как лорд Генри Чамли с 1815 по 1870 год.

## Семья и образование

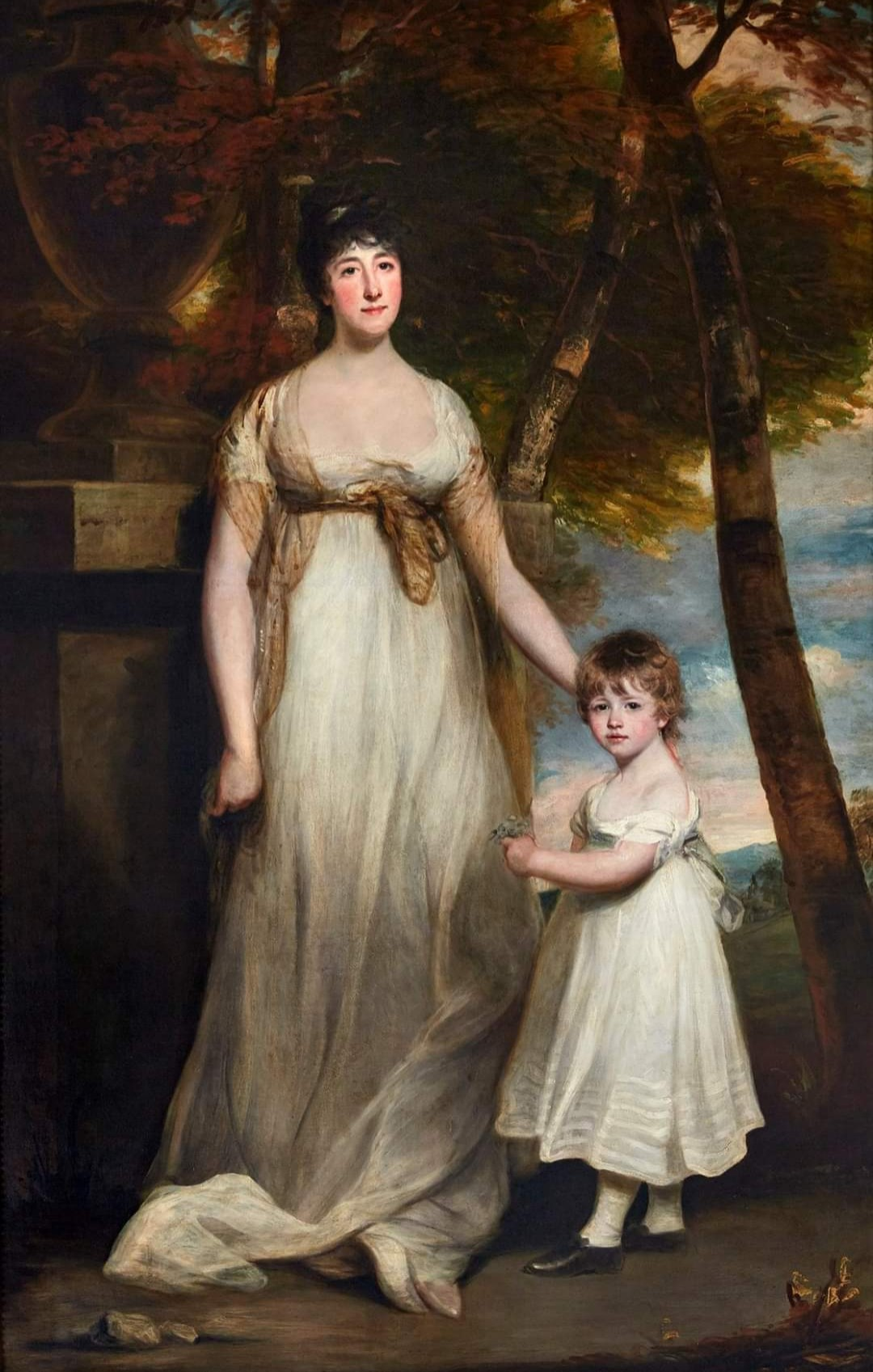
Леди Чамли и её сын Уильям Генри Хью Чамли, 3-й маркиз Чамли (1805), Чарльз Тернер

Родился 31 марта 1800 года на Пикадилли в Лондоне. Младший (второй) сын Джорджа Чамли, 4-го графа Чамли (1749—1827) и будущего 1-го маркиза Чамли с 1815 года. Его матерью была леди Джорджиана Шарлотта Берти (1764—1838), вторая дочь и сонаследница генерала, Перегрина Берти, 3-го герцога Анкастера и Кастевена (1714—1778). Старший брат — Джордж Горацио Чамли, 2-й маркиз Чамли (1792—1870). Уильям был прямым потомком сэра Роберта Уолпола (1676—1745), 1-го премьер-министра Великобритании.
Как и его дед и старший брат, Уильям Чамли получил образование в Итонском колледже. Затем он поступил в колледж Крайст-Черч в Оксфорде, но, по-видимому, остался без ученой степени, что было относительно распространено среди его поколения. Старший брат Уильяма Чамли, Джордж Чамли, граф Роксэвидж, унаследовал титул своего отца в 1827 году в качестве 2-го маркиза Чамли.

## Карьера
В 1822 году лорд Уильям Чамли был избран в Палату общин от Касл-Райзинга, место, которое он занимал до 1832 года, когда избирательный округ был упразднен законопроектом о реформе. Он оставался вне парламента в течение следующих двадцати лет. В 1852 году Уильям Чамли снова добился успеха в Южном Хэмпшире, представляя его в течение следующих пяти лет до 1857 года.
Лорд Уильям Чамли был членом Кентерберийской ассоциации с 27 марта 1848 года.
8 мая 1870 года лорд Уильям Чамли унаследовал титул своего старшего брата в качестве третьего маркиза Чамли и вошел в Палату лордов Великобритании.

## Брак и дети

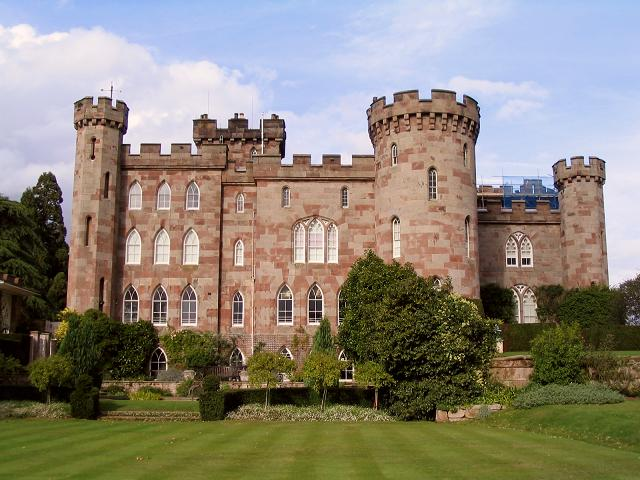
Замок Чамли, Чешир

28 февраля 1825 года лорд Уильям Чамли женился на Марсии Эмме Джорджиане Арбатнот (10 октября 1804 — 3 ноября 1878), младшей дочери достопочтенного Чарльза Арбатнота (1767—1850) и Марсии Мэри Энн Клэпкот-Лайл (1774—1806). Свадьба состоялась Чамли-хаусе, который тогда находился на Пикадилли, Лондон. У них было восемь детей, из которых только две дочери пережили его:
- Марсия Шарлотта Эмма Чамли (22 ноября 1826 — 7 апреля 1828)
- Леди Шарлотта Джорджиана Чамли (4 февраля 1828 — 17 августа 1912), муж с 1852 года преподобный Эдвард Гладвин Арнольд (1828—1887)
- Чарльз Джордж Чамли, виконт Малпас (9 июля 1829 — 7 декабря 1869), женат с 1854 года на Сьюзен Кэролайн Дэшвуд (? — 1891), отец 4-го маркиза Чамли.
- Леди Марсия Сьюзен Харриет Чамли (18 апреля 1831 — 10 июня 1927)
- Лорд Генри Вир Чамли (4 октября 1834 — 25 февраля 1882), жена с 1860 года на Фанни Изабелле Кэтрин Спенсер (? — 1900), четверо детей.
- Эмма Каролина Чамли (11 ноября 1837 — 26 января 1839)
- Кэролайн Рейчел Чамли (4 июля 1840 — 11 марта 1863)

## Земли и поместья

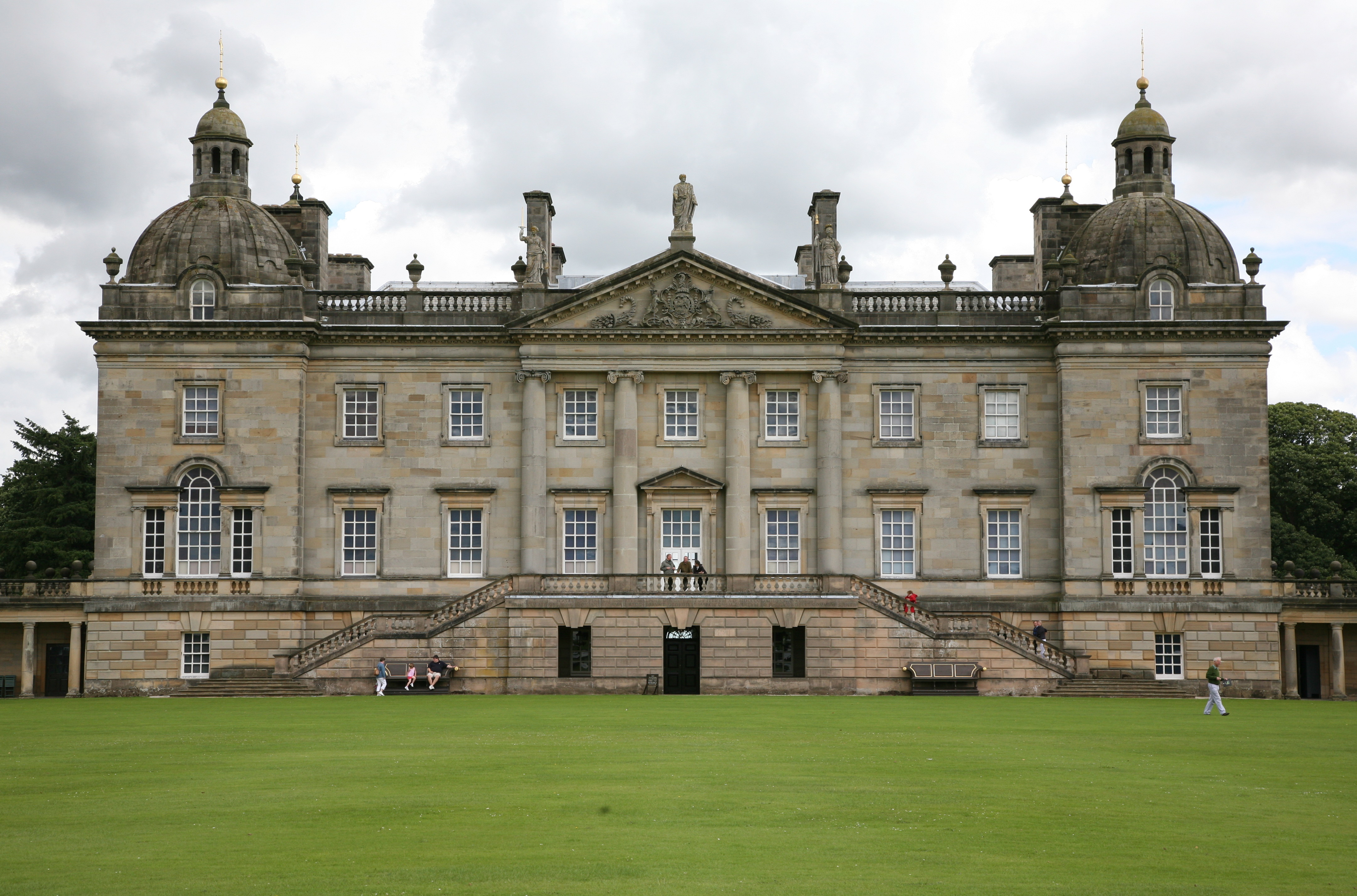
Хоутон-Холл, родовой дом маркизов Чамли с момента основания титула в 1815 году, теперь открыл некоторые из своих комнат и территории для публики.

Семейными местами являются Хоутон-Холл, графство Норфолк, и замок Чамли, который окружен поместьем площадью 7500 акров (30 км2) недалеко от Малпаса, Чешир.
Маркиз Чамли был трезвенником-квакером и закрыл все пивные в поместье.

## Должность при дворе
Должность лорда великого камергера Англии была наследственной в семье Чамли. Эта наследственная честь перешла в семью Чамли в результате брака первого маркиза Чамли с леди Джорджианой Шарлоттой Берти, дочерью Перегрина Берти, 3-го герцога Анкастера и Кестевена. Второй, четвертый, пятый, шестой и седьмой обладатели маркизата все занимали этот пост, но лорд Уильям не брал на себя обязанности по выполнению этой придворной функции.

## Смерть и преемственность
Жена Чамли скончалась в 1878 году. Через шесть лет после ее смерти он сам умер в Хоутон-Холле в возрасте 84 лет. Поскольку оба его сына умерли до него, титул маркиза Чамли унаследовал его внук Джордж Чамли, граф Роксэвидж, который был старшим сыном его старшего сына Чарльза, виконта Малпаса.
Хоутон-холл был сдан в аренду после его смерти в 1884 году и только в 1916 году 5-й маркиз Чамли вернул его своей семье. Замок Чамли был резиденцией 4-го маркиза Чамли, который был смертельно ранен там.